# Восточноамериканский бычерыл
Восточноамериканский бычерыл (лат. Rhinoptera bonasus) — вид хрящевых рыб рода бычерылов семейства орляковых скатов отряда хвостоколообразных. Эти скаты обитают в тропических и тёплых умеренных водах западной части Атлантического океана. Встречаются у берега на глубине до 60 м. Максимальная зарегистрированная ширина диска 213 см. Грудные плавники этих скатов срастаются с головой, образуя ромбовидный диск, ширина которого превосходит длину. Рыло массивное, плоское, передний край почти прямой с выемкой посередине. Тонкий хвост длиннее диска. На хвосте имеется ядовитый шип. Окраска дорсальной поверхности диска коричневого или оливкового цвета без отметин.
Подобно прочим хвостоколообразным восточноамериканские бычерылы размножаются яйцеживорождением. Эмбрионы развиваются в утробе матери, питаясь желтком и гистотрофом. Рацион в основном состоит из морских беспозвоночных, таких как двустворчатые моллюски. Эти скаты не являются объектом целевого коммерческого промысла, но попадаются в качестве прилова. Иногда их содержат в публичных аквариумах.

## Таксономия
Впервые вид был научно описан в 1815 году как Raja bonasus. В том же году название было изменено на современное Rhinoptera bonasus. Видовое название происходит от слова лат. bonasus — «бизон». Восточноамериканских бычерылов иногда путают с бразильскими бычерылами, от которых они отличаются количеством рядов трущих пластин на каждой челюсти (как правило, 7 и 9 соответственно). Однако это неявное отличие, по данным изучения краниальной анатомии эти два вида идентичны. Необходимы дальнейшие таксономические исследования.

## Ареал
Восточноамериканские бычерылы обитают вдоль континентального шельфа в тёплых умеренных и тропических водах западной Атлантики от юга Новой Англии до юга Бразилии, включая Мексиканский залив и частично Карибское море. Они встречаются у берегов Белиза, Колумбии, Коста-Рики, Кубы, Французской Гвианы, Гватемалы, Гайаны, Гондураса, Мексики, Никарагуа, Панамы, Суринама, Тринидада и Тобаго, США, Венесуэлы и Бразилии. По некоторым данным присутствуют в водах Ямайки, Гаити и Малых Антильских островов. Держатся на глубине до 22 м, заплывают в бухты и эстуарии, в том числе в солоноватые воды. Эти скаты совершают длительные миграции, поздней весной уплывая на север и возвращаясь на юг осенью. Миграции в южном направлении они совершают, собираясь в более многочисленные стаи по сравнению с северным направлением. Вероятно, миграции связаны с температурными изменениями, а также солнечной ориентацией. Особи, принадлежащие к популяции Мексиканского залива, совершают миграции по часовой стрелке, собравшись в стаи до 10 000 рыб, осенью они покидают побережье Флориды и направляются в сторону Юкатана и Мексики.

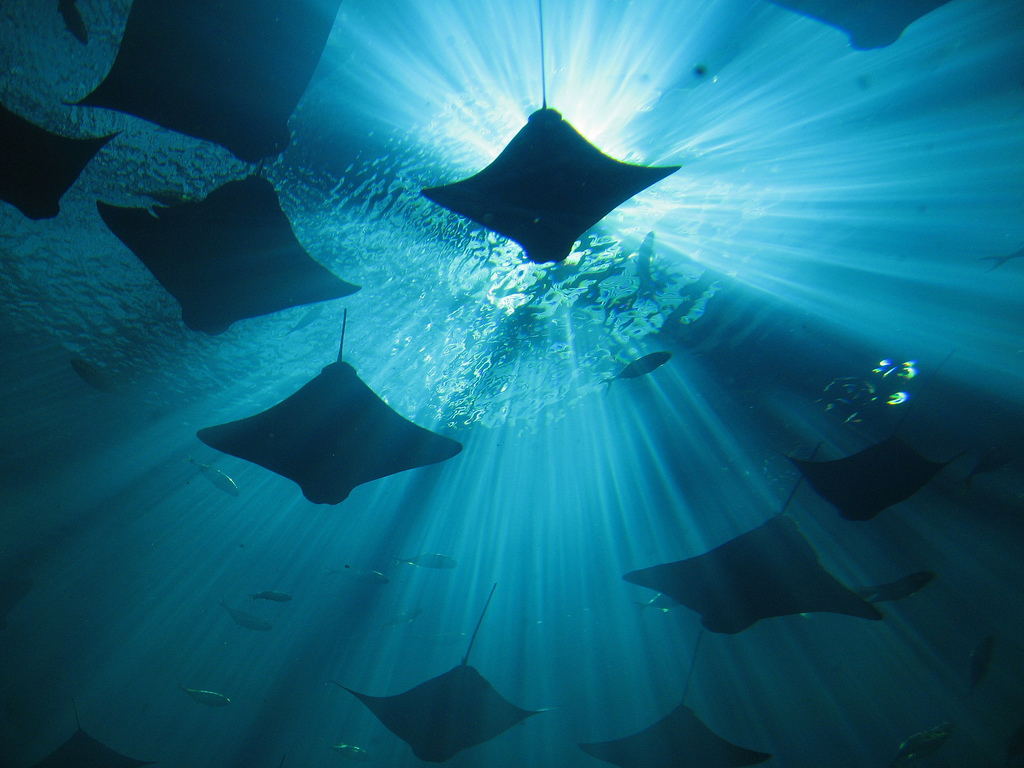
Восточноамериканские бычерылы встречаются большими стаями

## Описание
Грудные плавники восточноамериканских бычерылов, основание которых расположено позади глаз, срастаются с головой, образуя ромбовидный плоский диск, ширина которого превышает длину, края плавников имеют форму заострённых («крыльев»). Голова широкая с расставленными по бокам глазами и двумя шишковидными лопастями на рыле. Эти скаты отличаются от своих сородичей выступами переднего контура хрящевого черепа и субростральным плавником с двумя лопастями. Позади глаз расположены брызгальца. Кнутовидный хвост, имеющий овальное или круглое поперечное сечение, длиннее диска. На вентральной поверхности диска имеются 5 пар жаберных щелей, рот и ноздри. Зубы образуют плоскую трущую поверхность, состоящую из 7 рядов на каждой челюсти. На дорсальной поверхности сразу позади небольшого спинного плавника на хвосте присутствует один или реже два ядовитых шипа. Окраска дорсальной поверхности диска коричневатого или оливкового цвета без отметин. Вентральная поверхность диска беловатая или желтоватая. Максимальная зарегистрированная ширина диска 213 см, тогда как средняя ширина не превосходит 120 см.

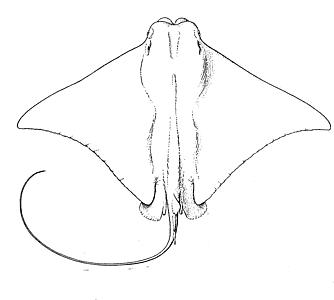
Эти скаты отличаются характерным контуром рыла

## Биология
Эти океанические скаты встречаются и у берега. Они собираются в многочисленные стаи. Иногда они полностью выпрыгивают из воды и падают на воду с громким всплеском. Во время прилива кормятся на мелководье. Взмахами грудных плавников они баламутят воду и высасывают моллюсков из грунта. Взрослые скаты в большей степени охотятся на зарывшуюся добычу, тогда как молодые предпочитают подбирать моллюсков с грунта. Во время кормления бычерылы иногда приподнимают кончики грудных плавников над водой.
В свою очередь восточноамериканские бычерылы могут стать добычей кобий, серо-голубых и тупорылых акул.
Подобно прочим хвостоколообразным восточноамериканские бычерылы относятся к яйцеживородящим рыбам. Эмбрионы развиваются в утробе матери, питаясь желтком и гистотрофом. В помёте обычно 1 новорождённый, однако попадались беременные самки с 6 эмбрионами. Ширина диска при рождении 25—40 см. Беременность длится 11—12 месяцев, если самки приносят потомство ежегодно, или 5—6 месяцев, если 2 раза в год. У самок овуляция наступает сразу после родов. В Чесапикском заливе самцы и самки достигают половой зрелости при ширине диска 75—85 см и 85—90 см, что соответствует возрасту 5—6 и 7—8 лет, а в Мексиканском 64—70 и 65—70 см в возрасте 4—5 лет, соответственно. Рацион состоит из беспозвоночных, в первую очередь двустворчатых моллюсков.
На восточноамериканских бычерылах паразитируют моногенеи Benedeniella posterocolpa и разные виды цестод.

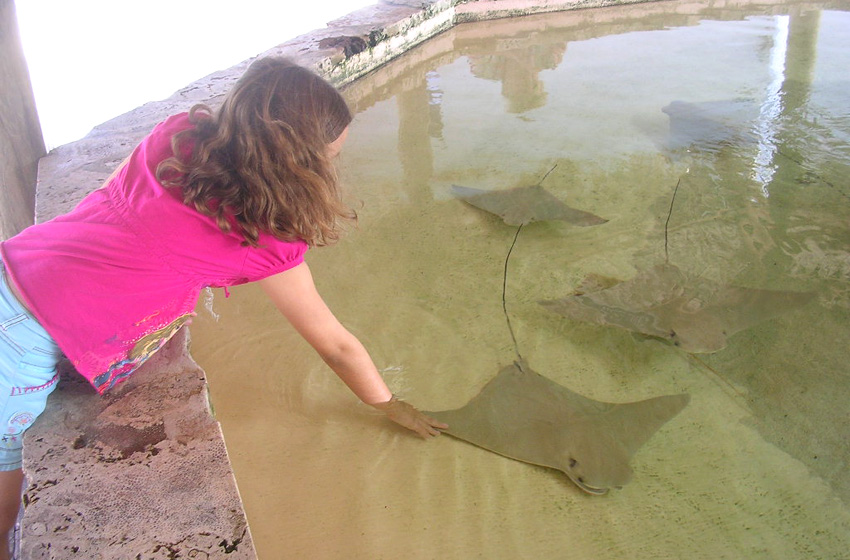
Восточноамериканских бычеров, живущих в океанариуме Сарасоты можно потрогать руками

## Взаимодействие с человеком
Восточноамериканские бычерылы не являются объектом целевого коммерческого промысла. Крупные стаи бычерылов во время кормления могут наносить урон зарослям водорослей и фермам моллюсков. Они попадаются в качестве прилова в ставные и прочие неводы, а также креветочные тралы. Эти скаты довольно живучи, но из-за ядовитого шипа с ними трудно обращаться и при поимке их часто убивают. Низкий уровень воспроизводства делает их чувствительными к перелову.
Из-за ядовитого шипа на хвосте эти скаты представляют потенциальную опасность для человека. Однако в отличие от прочих хвостоколов бычерылы редко лежат на дне, поэтому риск наступить на них невелик. Кроме того, шип расположен у них близко к телу. Мясо восточноамериканских бычеролов бывает заражено шигеллами, его употребление может вызвать диарею, боль в животе и повышение температуры.
Восточноамериканских бычерылов содержат в публичных аквариумах. Международный союз охраны природы оценил статус сохранности данного вида как «Близкий к уязвимому положению».